# Hofreit (Isen)
Hofreit ist ein Gemeindeteil des Marktes Isen im oberbayerischen Landkreis Erding. 

## Lage
Der Streuweiler Hofreit liegt an der Isen  etwa zwei Kilometer nordwestlich des Isener Marktplatzes in der Gemarkung Westach. Hofreit wurde 1267 erstmals erwähnt und bestand im Jahr 1739 aus 1 Anwesen. Der Ort gehörte ursprünglich zur Obmannschaft Bachleiten in der freisingischen Herrschaft Burgrain.

## Bevölkerungsentwicklung
Um 1871 gab es in Hofreit 32 Einwohner. Im Mai 1987 lebten dort 19 Einwohner in fünf Wohngebäuden.
| Jahr      | 1871 | 1925 | 1950 | 1970 | 1987 |
| Einwohner | 32   | 24   | 27   | 19   | 19   |